# 大御所
大御所（日语：／ ōgosho */?）是古代日本對退位或隱居的親王、攝關父親的尊稱，後來成為退位之前任幕府將軍的尊稱。該詞沿用至現代日本社會，用以代稱一個領域內資深且具有威望的人士。

## 歷史

### 原始用法
大御所原本指的是親王隱居的宅邸，後來引申為攝政與關白親生父親的尊稱。根據『吾妻鏡』於建仁三年九月六日的記載提到：「江間殿（北條義時）前往先代征夷大將軍源賴朝的御所『大御所（大倉御所）』謁見親姐北條政子」一事，可窺知吾妻鏡編撰當時曾經使用「大御所」一詞稱呼前任征夷大將軍的居所。鐮倉時代後半葉，源氏子孫斷絕，執權北條氏本計劃迎皇族繼任將軍，但後鳥羽上皇反對，遂迎立源賴朝之妹的曾孫九條賴經為征夷大將軍，開啟「攝家將軍」時期。
其時九條賴經只有兩歲，實為傀儡。因賴經之父九條道家及外祖父西園寺公經的實權，威脅到在關東的幕府。在西園寺公經死去後、北條氏對九條道家更為反感，深感九條道家會介入幕政。九條賴經在與執權北條經時關係險惡的情況下，突然被逼讓位其子九條賴嗣，但仍逗留在鎌倉，其後名越光時等以藤原賴經為反北條氏勢力的中心，被北條氏察覺到後才送還到京都，翌年賴嗣也被解職，送回京都。
之後，執權北條氏從京都迎請皇族親王擔任幕府將軍，開啟「宮將軍」時期。後來因北條氏懷疑宗尊親王、惟康親王、久明親王等宮將軍反對自己，不少宮將軍被送回京都出家、隱居，尊稱為「大御所」。從此時開始大御所成為在世之前任將軍的尊稱。
室町時代，足利義滿、足利義政、足利義晴都曾經退位，將征夷大將軍職務讓給自己的兒子，自稱大御所。
江戶時代以來，江戶幕府創建者德川家康將征夷大將軍職讓給三子德川秀忠，自己退居駿府城操持國政。此後將軍讓位給自己的兒子成為慣例，包括往後的德川秀忠、德川吉宗、德川家齊皆是如此，退位後以大御所的身份執掌幕政，其中德川家齊的治世被特別獨稱為「大御所時代」。江戶時代唯一沒有實權的大御所是德川家重。
江戶時代結束後，大御所之職隨著明治維新的到來而被廢除。

### 日後引申
如今，日本人會將一個領域內資深且具有權威的人士，稱為該領域的大御所，如政界的大御所（政界の大御所）、演藝界的大御所（芸能界の大御所）等等，類似於華語所說的「○○界教父」。